# Camp Century

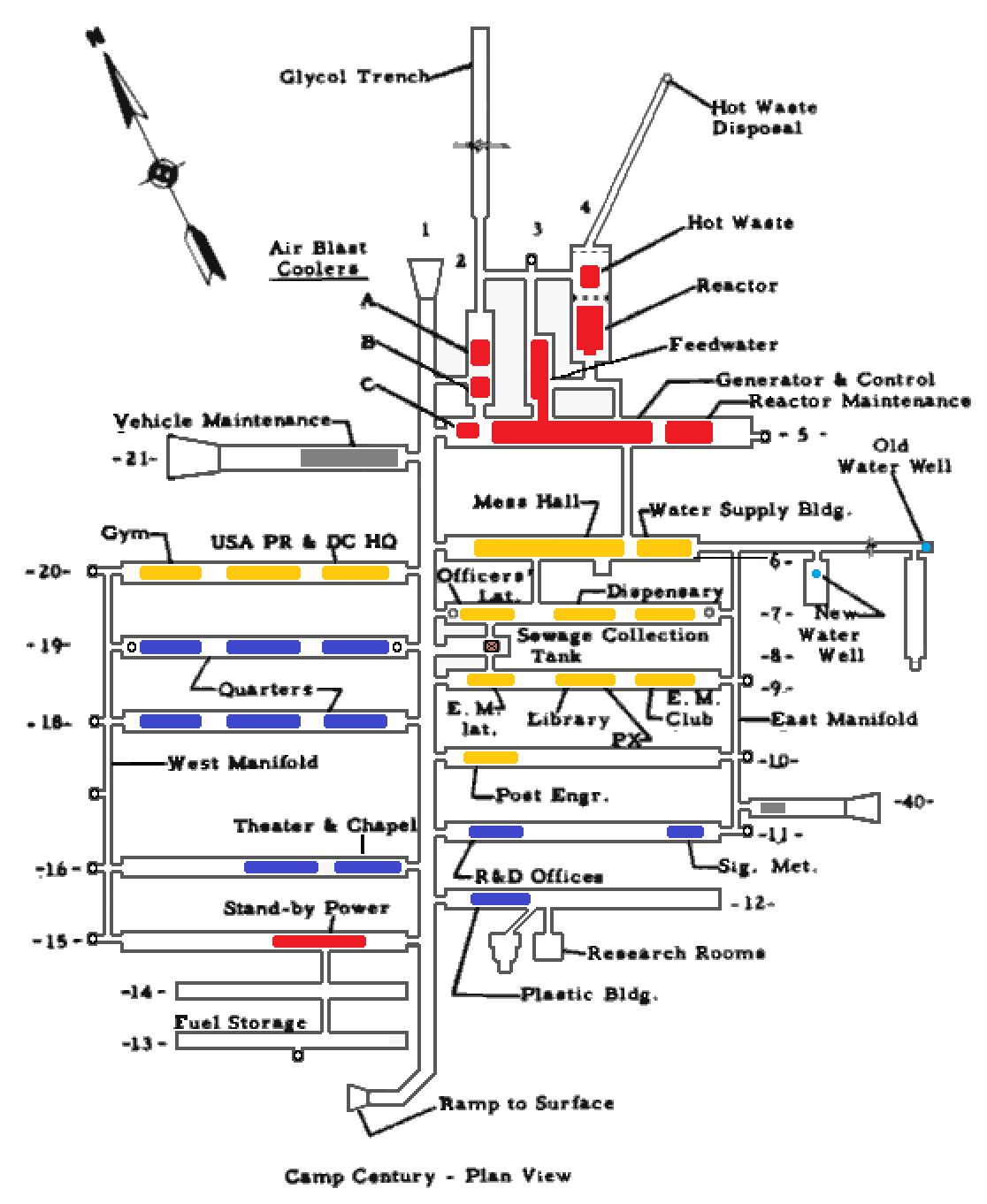
Bauplan

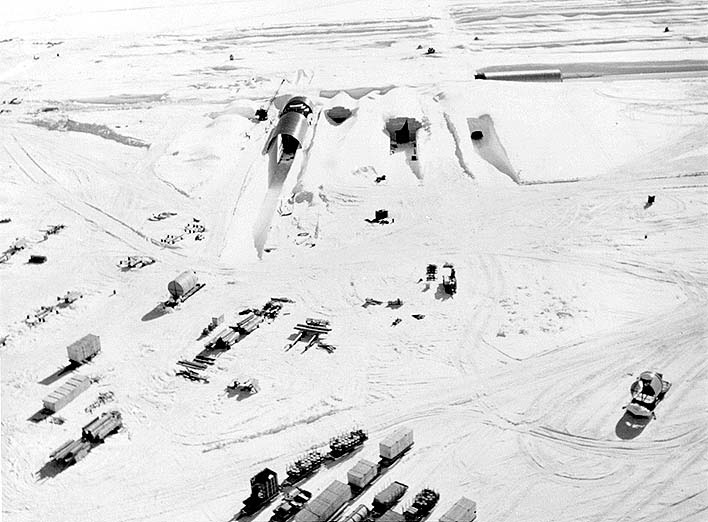
Reaktorbereich

Camp Century ist eine verlassene Militärbasis der Vereinigten Staaten in Grönland. Sie befindet sich 240 km östlich der US-amerikanischen Thule Air Base und wurde ab Ende 1958 im Rahmen des Project Iceworm errichtet.

## Geschichte
Camp Century sollte einer von mehreren Standorten in Grönland für Abschussbasen von Atomraketen werden.
„Tausende Kilometer Schienen sollten in Röhren unters Eis gebaut werden für Atomraketen und ein paar Hundert Startrampen“ für 600 Raketen mit Atomsprengköpfen, sagt der Historiker Kristian Hvidtfelt Nielsen von der Universität Aarhus.
Die Basis besteht aus 21 Tunneln im Eis mit einer Gesamtlänge von 3000 m. Das Camp besaß einen Kernreaktor zur Energieversorgung. Die 0,5 Quadratkilometer große Anlage wurde 8 Meter unter Firneis gebaut und bekam unerwartete Probleme mit dem Fließen des Eises und dem Absinken des Abfalls wegen der entstandenen Abwärme bei Außentemperaturen von durchschnittlich minus 23 Grad Celsius. Die Station wurde 1966 aufgegeben. Zurückgelassen wurden die gesamte Infrastruktur in 21 Tunneln, mit zirka 9200 Tonnen Baumaterial, 200 m³ Diesel und polychlorierten Benzolen (PCB), 240 m³ Abwasser und leicht radioaktivem Kühlwasser des Kernreaktors. Mitgenommen wurde nur der Kernreaktor. Die fast 10.000 Tonnen Müll liegen heute 30 bis 70 m unter der Oberfläche.
Dank ihres Verbindungsmanns und Spions Erik Jørgen-Jensen erhielt die dänische Regierung ab 1960 nähere Informationen über das Camp Century.

## Mögliche Umweltfolgen
Der kanadische Klimawissenschaftler William Colgan und der Glaziologe Horst Machguth von der Universität Zürich machten 2016 darauf aufmerksam, dass die Anlage infolge der Eisschmelze, die durch die globale Erwärmung verursacht wird, in 70 Jahren an die Eisoberfläche kommen und ins Nordpolarmeer fließen könnte. Es bestehe das Risiko, dass belastetes Schmelzwasser das Meer mit seinen Ökosystemen nachhaltig verschmutzen und schädigen könne. Sie veröffentlichten ihre Studie in den renommierten Geophysical Research Letters, die Beachtung fand und eine Debatte auslöste. Um beim Camp Century das Klima genauer zu erforschen, gründete die dänische Regierung 2017 das Camp Century Climate Monitoring Programme. Im Rahmen dieses Projekts fand im Sommer 2017 eine erste Expedition statt, bei der ein internationales Forscherteam verschiedene permanente Messstationen installierte.

## Paläoklima
2021 wurde eine Arbeit veröffentlicht, nach der die Gegend im frühen Pleistozän eisfrei war, zeitweise sogar besonders reich an Vegetation, und einer Tundra glich. Die Ergebnisse beruhen auf der Untersuchung eines Eisbohrkerns, der 1966 bei Camp Century genommen wurde. Dies bestätigt frühere Untersuchungen an Eisbohrkernen aus Zentralgrönland, wonach auch dort der Eisschild phasenweise verschwunden war. Nach Ansicht der Forscher spricht dies dafür, dass der grönländische Eisschild im Pleistozän gänzlich oder zumindest in großen Teilen verschwunden war – und dafür, dass der Eisschild empfindlicher reagiert als bisher angenommen.
Der Eisbohrkern war 1967 oder danach verlorengegangen und 2017 zufällig in Dänemark wiederentdeckt worden.

## Dokumentationen
- Die Stadt unter dem Eis - Kalter Krieg auf Grönland. TV-Dokumentation, Peter Bardehle (Regie); ZDF 2019, 53 Min. (Farbaufnahmen des US-Militärs aus der Bauphase. Darin geht es neben dem Bauprojekt im Gletschereis um die Kenntnisse der dänischen Regierung von den Hinterlassenschaften des US-Projekts in der sich bewegenden Eismasse. Interviewt werden u. a. Kristian Hvidtfelt Nielsen von der Universität Aarhus als Zeitzeuge und Aleqa Hammond, ehemalige Ministerpräsidentin Grönlands, Abgeordnete im dänischen Parlament (Folketing). Sie spricht dabei von Vertuschung [cover up].)
- Project Iceworm – Secret Base Greenland Base of Project Iceworm. Dokumentation der United States Army, USA 1963; schildert den Aufbau der Station.